# 青山千夏
青山 千夏 (あおやま ちなつ、1990年8月19日 -）は、日本のグラビアモデル、レースクイーンである。
茨城県出身。スタイルコーポレーション所属。

## 略歴
当初はスリーライズに所属し「桜井綾香」（さくらい あやか）の芸名で活動。2017年のSUPER GTでは、「GAINER sucre」としてレースクイーン活動を行った。
2018年「高坂ゆかり」（こうさか ゆかり）に改名し、イメージビデオ『縁 -ゆかり-』をリリースしたが、2019年4月に現芸名に改称、スタイルコーポレーションの所属となった。

## 人物
- 趣味はゲーム、アニメ鑑賞、ピアノ。特技は素手でリンゴを割ること。
- モデル業の傍ら、Webデザイナーとしての顔を持つ[6]。

## 作品

### DVD
- 縁 -ゆかり- （2018年8月25日発売／イーネット・フロンティア） - 高坂ゆかり名義[3][6]
- 昼下がりの蜜愛（2019年11月20日発売／ラインコミュニケーションズ[7]）

## 活動

### レースクイーン
- 2017年：SUPER GT300クラス「GAINER sucre」 - 10号車（GAINER TANAX triple-a GT-R）担当[2]

### イベント
| イベント名         | 出演年：出演ブース                                                                                      |
| ------------------ | --- |
| 東京オートサロン   | 2016年：日野自動車 2018年：AUTOWAY 2019年：CABANA                                                       |
| 東京ゲームショウ   | 2016年：インテル『フィギュアヘッズ』アイノ役 2019年：セガゲームス『龍が如く7 光と闇の行方』ブースモデル |
| 東京モーターショー | 2017年：パイオニア                                                                                      |